# Andorranisch-haitianische Beziehungen
Die andorranisch-haitianischen Beziehungen beschreiben das bilaterale Verhältnis zwischen der Republik Haiti einerseits und dem Fürstentum Andorra andererseits.

## Geschichte und Stand
Die im Jahr 1804 von Frankreich unabhängig gewordene Republik Haiti und das 1993 als souveräner Staat etablierte Fürstentum Andorra unterhalten seit 2007 diplomatische Beziehungen.
Die entsprechende Vereinbarung datiert vom 19. Januar 2007.
Es wurden keine diplomatischen oder konsularischen Vertretungen im jeweils anderen Land eingerichtet.
Die Regierung von Andorra stellte der Weltgesundheitsorganisation (WHO) im Jahr 2011 den Betrag von 41.666 US-Dollar für Projekte in Haiti zur Verfügung.
Haiti gehört zu den prioritären Ländern der andorranischen Entwicklungszusammenarbeit.